# Triumph No. 1
De Triumph No. 1 (ook wel bekend als Triumph 2 HP) was de eerste motorfiets die het Britse merk Triumph produceerde. 

## Voorgeschiedenis
De Duitse immigrant Siegfried Bettmann was samen met zijn eveneens Duitse zakenpartner Mauritz Schulte in 1889 begonnen met de productie van Triumph-fietsen. Daarvoor werd een fabriek aan Much Park Street in Coventry gekocht. Dat werd een succes en ze openden ook een fabriek in Bettmann's geboorteplaats Neurenberg, waar de Deutsche Triumph Fahrradwerke AG ontstond.

## Triumph No. 1 Minerva
In 1902 werd de eerste Triumph-motorfiets geïntroduceerd. Men kon toen nog niet teruggrijpen op motorblokken van Britse makelij. Die bestonden nog niet omdat de Britse industrie door de behoudende wetgeving geen zin zag in de ontwikkeling van benzinemotoren. De Locomotive Act van 1865 (Red Flag Act) eiste dat voor gemotoriseerde voertuigen (toen nog locomobielen) iemand met een rode vlag liep en dat bleef zo bij de Highways and Locomotives Act van 1878. Dat betekende dat deze voertuigen slechts stapvoets konden rijden en dat er iemand moest worden ingehuurd voor de taak van "voorloper". De uitvinding van de veiligheidsfiets door John Kemp Starley in 1885 betekende dat fietsen al hogere snelheden konden bereiken. Er was een grote lobby en een proefproces nodig om de snelheid voor gemotoriseerd verkeer te verhogen, maar dat gebeurde pas met de Locomotives on Highways Act van 1896, toen de maximumsnelheid op 22 km/uur werd gesteld. Dat was niet sneller dan een sportieve fietser of een paard in draf. Op het Europese vasteland had men deze problemen veel minder. Daar kende men een ander probleem: de gebroeders Werner hadden ontdekt dat de plaatsing van het motorblok op de plaats onder in het frame bij de trapperas voordelig was voor de gewichtsverdeling en daarmee de handelbaarheid en zij hadden deze Nieuwe Wernermethode gepatenteerd. Het Belgische merk Minerva omzeilde het patent door het motorblok iets verder naar voren onder de voorste framebuis te hangen. Men onderkende ook de voorsprong op de Britse industrie en David Citroen begon in Holborn Viaduct in Londen Minerva-inbouwmotoren te verkopen. 
Met een dergelijk motorblok ontstond de Triumph No. 1. Hoewel Minerva voornamelijk nog kop/zijklepmotoren met een snuffelklep bouwde, was de Triumph al voorzien van een volledig aangestuurde zijklepmotor. Het was ook vrijwel een kopie van een Minverva-motorfiets, met een gewoon fietsframe, een fietsvoorvork en geen achtervering. De tank was tussen de framebuizen gemonteerd en voorzien van een handpompje voor de total loss smering. In het voorwiel zat een velgrem. De machine had geen koppeling of versnellingsbak. Het achterwiel werd aangedreven met een riem vanaf de krukas. Dat betekende dat de machine moest worden aangefietst en steeds afsloeg als er werd gestopt. De poelie in het achterwiel had aan de binnenkant ook een poelierem.

## Triumph No. 1 JAP en Fafnir
Bettmann bouwde in 1903 samen met chef-werkplaats Charles Hathaway een model met een JAP-kop/zijklepmotor, die in Tottenham (Londen) werd gebouwd en in 1904 volgde een 350cc-kop/zijklepmotor van Fafnir, dat uit Aken stamde, maar net als Minerva een vertegenwoordiger in Londen had (Fafnir Motors aan 114, 116, 118 en 120 Golden Lane). In totaal werden ongeveer 500 machines verkocht.

## Triumph Forecar
Met de Fafnir-motor leverde Triumph alleen in 1904 ook een forecar, een driewieler waarbij de passagier voor de berijder zat.

## Technische gegevens
| Triumph                | Minerva                             | Minerva                             | JAP                                 | JAP                                 | Fafnir                              |
| ---------------------- | ----------------------------------- | ----------------------------------- | ----------------------------------- | ----------------------------------- | ----------------------------------- |
| Periode                | 1902                                | 1903                                | 1903                                | 1904                                | 1904                                |
| Categorie              | Toermotor                           | Toermotor                           | Toermotor                           | Toermotor                           | Toermotor                           |
| Motortype              | Zijklepmotor                        | Zijklepmotor                        | Kop/zijklepmotor                    | Kop/zijklepmotor                    | Kop/zijklepmotor                    |
| Bouwwijze              | Staande eencilinder                 | Staande eencilinder                 | Staande eencilinder                 | Staande eencilinder                 | Staande eencilinder                 |
| Koeling                | Lucht                               | Lucht                               | Lucht                               | Lucht                               | Lucht                               |
| Boring                 | 62 mm                               | 66 mm                               | 70 mm                               | 70 mm                               | 75 mm                               |
| Slag                   | 70 mm                               | 70 mm                               | 76 mm                               | 76 mm                               | 80 mm                               |
| Cilinderinhoud         | 211,3 cc                            | 239,5 cc                            | 292,5 cc                            | 292,5 cc                            | 353,4 cc                            |
| Carburateur(s)         | Longuemare                          | Longuemare                          | Onbekend                            | Onbekend                            | Onbekend                            |
| Smeersysteem           | Total Loss                          | Total Loss                          | Total Loss                          | Total Loss                          | Total Loss                          |
| Max. Vermogen          | 1½ pk                               | 2 pk                                | 2¼ pk                               | 2½ pk                               | 3 pk                                |
| Primaire aandrijving   | Geen                                | Geen                                | Geen                                | Geen                                | Geen                                |
| Koppeling              | Geen                                | Geen                                | Geen                                | Geen                                | Geen                                |
| Versnellingen          | Geen                                | Geen                                | Geen                                | Geen                                | Geen                                |
| Secundaire aandrijving | Riem                                |                                     |                                     |                                     |                                     |
| Rijwielgedeelte        | Fietsframe                          | Fietsframe                          | Fietsframe                          | Fietsframe                          | Fietsframe                          |
| Voorvork               | Fiets                               | Fiets                               | Fiets                               | Fiets                               | Fiets                               |
| Achtervork             | Star                                | Star                                | Star                                | Star                                | Star                                |
| Remmen                 | Velgrem voor, belt rim brake achter | Velgrem voor, belt rim brake achter | Velgrem voor, belt rim brake achter | Velgrem voor, belt rim brake achter | Velgrem voor, belt rim brake achter |